# Limacia lucida
Limacia lucida is een slakkensoort uit de familie van de Polyceridae. De wetenschappelijke naam van de soort is voor het eerst geldig gepubliceerd in 1854 door Stimpson.